# Cantonul Grand-Fougeray
Cantonul Grand-Fougeray este un canton din arondismentul Redon, departamentul Ille-et-Vilaine, regiunea Bretania, Franța.

## Comune
- Grand-Fougeray (reședință)
- La Dominelais
- Sainte-Anne-sur-Vilaine
- Saint-Sulpice-des-Landes